# Juan Parera
Juan Bisbal Parera (Manacor, Baleares, 30 de marzo de 1946), más conocido como Parera, es un exfutbolista español que jugó de centrocampista.

## Carrera deportiva
Formado en la cantera del Real Club Deportivo Mallorca, en 1966 le llegó la oportunidad de debutar con el primer equipo en Segunda División. En su primera temporada con el Mallorca jugó quince partidos y marcó tres goles. En su segunda temporada disputó dieciocho partidos y marcó un gol, mientras que en la tercera jugó veintitrés partidos y marcó cinco goles, ayudando a su equipo a lograr el ascenso a Primera División.
En Primera jugó veintinueve partidos, siendo titular indiscutible en el centro del campo mallorquinista, aun así solo marcó dos goles y el Mallorca regresó a Segunda División tras una mala temporada.
Tras esta temporada fichó por el Calvo Sotelo Puertollano de Segunda División. Allí jugó diecisiete partidos e hizo dos goles. También sumó un nuevo descenso a su carrera, en esta ocasión a Tercera División.
Después del descenso dejó el Puertollano para incorporarse al Levante UD, que también jugaba en Tercera. Tras el Levante encadenó varios equipos de Tercera como el Club Deportiu Tortosa, la Sociedad Deportiva Huesca o el Club Deportivo Toledo.
Tras su etapa en el Toledo, fichó por el New York Eagles, equipo de Estados Unidos donde realizó una gran temporada y logró un estatus de buen futbolista en el país americano. En su vuelta a España fichó de nuevo por el Real Club Deportivo Mallorca, que se encontraba en aquel momento en el pozo de Tercera. Tras jugar unos meses en el Mallorca, se marchó de nuevo a Estados Unidos, esta vez para jugar en los Cleveland Cobras. Tras regresar a España volvió a enrolarse a un equipo de Tercera, en esta ocasión al Club Deportivo Andrach, y fichó posteriormente por el Memphis Rogues, antes del comienzo de la liga estadounidense.
Tras dejar el Memphis Rogues fichó por el Buñola Club de Fútbol, en el que se retiró.